# أكتيوبينسكيي (تاتارستان)
أكتيوبينسكيي (بالروسية: Актюбинский) هي مدينة في جمهورية تتارستان في روسيا.